# Milowce (Ukraina)
Milowce – wieś na Ukrainie, w  rejonie czortkowskim obwodu tarnopolskiego, w hromadzie Nagórzanka.
W II Rzeczypospolitej miejscowość w powiecie czortkowskim województwa tarnopolskiego.
24 grudnia 1944 r., w Wigilię Bożego Narodzenia nacjonaliści ukraińscy z OUN-UPA  zamordowali tutaj 5 Polaków.